# Q36.5 Pro Cycling Team
Q36.5 Pro Cycling Team (Kod UCI: Q36) – szwajcarska zawodowa grupa kolarska założona w 2023. Od początku istnienia znajduje się w dywizji UCI Professional Continental Teams.

## Sezony

### 2024

#### Skład
| Skład drużyny 2024      | Skład drużyny 2024   | Skład drużyny 2024 | Skład drużyny 2024                             |
| Imię i nazwisko         | Data urodzenia       | Państwo            | Poprzednia grupa                               |
| ----------------------- | -------------------- | ------------------ | ---------------------------------------------- |
| Negasi Abreha           | 9 maja 2000          | Etiopia            | Team Qhubeka (2022)                            |
| Xabier Azparren         | 25 lutego 1999       | Hiszpania          | Euskaltel-Euskadi (2023)                       |
| Matteo Badilatti        | 30 lipca 1992        | Szwajcaria         | Groupama-FDJ (2022)                            |
| Gianluca Brambilla      | 22 sierpnia 1987     | Włochy             | Trek-Segafredo (2022)                          |
| Walter Calzoni          | 8 sierpnia 2001      | Włochy             | Gallina-Ecotek-Lucchini (2022)                 |
| Marcel Camprubí         | 15 września 2001     | Hiszpania          | EOLO-Kometa U23 (2022)                         |
| Fabio Christen          | 29 czerwca 2002      | Szwajcaria         | EF Education-Nippo Development (2022)          |
| Filippo Colombo         | 20 grudnia 1997      | Szwajcaria         | Tudor Pro Cycling Team (2022)                  |
| Filippo Conca           | 22 września 1998     | Włochy             | Lotto-Soudal (2022)                            |
| David de la Cruz        | 6 maja 1989          | Hiszpania          | Astana Qazaqstan Team (2023)                   |
| Tom Devriendt           | 29 października 1991 | Belgia             | Intermarché-Wanty-Gobert Matériaux (2022)      |
| Mark Donovan            | 3 kwietnia 1999      | Wielka Brytania    | Team DSM (2022)                                |
| Alessandro Fancellu     | 24 kwietnia 2000     | Włochy             | Eolo-Kometa (2023)                             |
| Frederik Frison         | 28 lipca 1992        | Belgia             | Lotto Dstny (2023)                             |
| Carl Fredrik Hagen      | 26 września 1991     | Norwegia           | Israel-Premier Tech (2022)                     |
| Damien Howson           | 13 sierpnia 1992     | Australia          | BikeExchange-Jayco (2022)                      |
| Tobias Ludvigsson       | 22 lutego 1991       | Szwecja            | Groupama-FDJ (2022)                            |
| Kamil Małecki           | 2 stycznia 1996      | Polska             | Lotto-Soudal (2022)                            |
| Cyrus Monk              | 7 listopada 1996     | Australia          | Meiyo CCN Pro Cycling (2022)                   |
| Matteo Moschetti        | 14 sierpnia 1996     | Włochy             | Trek-Segafredo (2022)                          |
| Giacomo Nizzolo         | 30 stycznia 1989     | Włochy             | Israel-Premier Tech (2023)                     |
| Nicolò Parisini         | 25 kwietnia 2000     | Włochy             | Team Qhubeka (2022)                            |
| Joseph Rosskopf         | 5 września 1989      | Stany Zjednoczone  | Human Powered Health (2022)                    |
| Szymon Sajnok           | 24 sierpnia 1997     | Polska             | Cofidis (2022)                                 |
| Jannik Steimle          | 4 kwietnia 1996      | Niemcy             | Soudal Quick-Step (2023)                       |
| Rory Townsend           | 30 czerwca 1995      | Irlandia           | Bolton Equities Black Spoke Pro Cycling (2023) |
| James Whelan            | 11 lipca 1996        | Australia          | Glassdrive-Q8-Anicolor (2023)                  |
| Nickolas Zukowsky       | 3 czerwca 1998       | Kanada             | Human Powered Health (2022)                    |
|                         |                      |                    |                                                |
| Źródło: ProCyclingStats |                      |                    |                                                |

#### Zwycięstwa
| Zwycięstwa | Zwycięstwa                                         | Zwycięstwa | Zwycięstwa | Zwycięstwa       | Zwycięstwa |
| Data       | Wyścig                                             | Państwo    | Kategoria  | Zwycięzca        |            |
| ---------- | -------------------------------------------------- | ---------- | ---------- | ---------------- | ---------- |
| 14 mar     | Grand Prix de Denain                               | Francja    | 1.Pro      | Jannik Steimle   |            |
| 21 cze     | Mistrzostwa Hiszpanii – jazda indywidualna na czas | Hiszpania  | CN         | David de la Cruz |            |
| 9 lip      | Sibiu Cycling Tour, 4. etap                        | Rumunia    | 2.1        | Giacomo Nizzolo  |            |
| 23 sie     | Druivenkoers Overijse                              | Belgia     | 1.1        | Jelte Krijnsen   |            |

### 2023

#### Skład
| Skład drużyny 2023                   | Skład drużyny 2023   | Skład drużyny 2023 | Skład drużyny 2023                        |
| Imię i nazwisko                      | Data urodzenia       | Państwo            | Poprzednia grupa                          |
| ------------------------------------ | -------------------- | ------------------ | ----------------------------------------- |
| Negasi Abreha                        | 9 maja 2000          | Etiopia            | Team Qhubeka (2022)                       |
| Matteo Badilatti                     | 30 lipca 1992        | Szwajcaria         | Groupama-FDJ (2022)                       |
| Jack Bauer                           | 7 kwietnia 1985      | Nowa Zelandia      | BikeExchange-Jayco (2022)                 |
| Gianluca Brambilla                   | 22 sierpnia 1987     | Włochy             | Trek-Segafredo (2022)                     |
| Walter Calzoni                       | 8 sierpnia 2001      | Włochy             | Gallina-Ecotek-Lucchini (2022)            |
| Marcel Camprubí                      | 15 września 2001     | Hiszpania          | EOLO-Kometa U23 (2022)                    |
| Fabio Christen                       | 29 czerwca 2002      | Szwajcaria         | EF Education-Nippo Development (2022)     |
| Filippo Conca                        | 22 września 1998     | Włochy             | Lotto-Soudal (2022)                       |
| Corey Davis                          | 11 października 1992 | Stany Zjednoczone  | Maloja Pushbikers (2022)                  |
| Tom Devriendt                        | 29 października 1991 | Belgia             | Intermarché-Wanty-Gobert Matériaux (2022) |
| Mark Donovan                         | 3 kwietnia 1999      | Wielka Brytania    | Team DSM (2022)                           |
| Alessandro Fedeli                    | 2 marca 1996         | Włochy             | Eolo-Kometa (2022)                        |
| Carl Fredrik Hagen                   | 26 września 1991     | Norwegia           | Israel-Premier Tech (2022)                |
| Damien Howson                        | 13 sierpnia 1992     | Australia          | BikeExchange-Jayco (2022)                 |
| Tobias Ludvigsson                    | 22 lutego 1991       | Szwecja            | Groupama-FDJ (2022)                       |
| Cyrus Monk                           | 7 listopada 1996     | Australia          | Meiyo CCN Pro Cycling (2022)              |
| Matteo Moschetti                     | 14 sierpnia 1996     | Włochy             | Trek-Segafredo (2022)                     |
| Nicolò Parisini                      | 25 kwietnia 2000     | Włochy             | Team Qhubeka (2022)                       |
| Antonio Puppio                       | 28 kwietnia 1999     | Włochy             | Israel Cycling Academy (2022)             |
| Joseph Rosskopf                      | 5 września 1989      | Stany Zjednoczone  | Human Powered Health (2022)               |
| Szymon Sajnok                        | 24 sierpnia 1997     | Polska             | Cofidis (2022)                            |
| Nickolas Zukowsky                    | 3 czerwca 1998       | Kanada             | Human Powered Health (2022)               |
| Pavel Novák (1 sie–31 gru, stażysta) | 3 grudnia 2004       | Czechy             | Ciclistica Trevigliese (2022)             |
|                                      |                      |                    |                                           |
| Źródło: ProCyclingStats              |                      |                    |                                           |

#### Zwycięstwa
| Zwycięstwa   | Zwycięstwa                                 | Zwycięstwa | Zwycięstwa | Zwycięstwa        | Zwycięstwa |
| Data         | Wyścig                                     | Państwo    | Kategoria  | Zwycięzca         |            |
| ------------ | ------------------------------------------ | ---------- | ---------- | ----------------- | ---------- |
| 12 lut       | Clásica de Almería                         | Hiszpania  | 1.Pro      | Matteo Moschetti  |            |
| 24 lut       | Tour du Rwanda, 6. etap                    | Rwanda     | 2.1        | Matteo Badilatti  |            |
| 28 kwi       | Vuelta a Asturias, 1. etap                 | Hiszpania  | 2.1        | Damien Howson     |            |
| 25 cze       | Mistrzostwa Kanady – start wspólny         | Kanada     | CN         | Nickolas Zukowsky |            |
| 9 lipca 2023 | Sibiu Cycling Tour, klasyfikacja generalna | Rumunia    | 2.1        | Mark Donovan      |            |
| 17 wrz       | Grand Prix d’Isbergues                     | Francja    | 1.1        | Matteo Moschetti  |            |
| 28 wrz       | Tour of Croatia, 3. etap                   | Chorwacja  | 2.1        |                   |            |